# الیسان (کلرادو)
الیسان، کلورادو (به انگلیسی: Allison, Colorado) یک منطقهٔ مسکونی در ایالات متحده آمریکا است که در کلرادو واقع شده‌است.

## خصوصیات
الیسان ۱٬۸۹۵ متر بالاتر از سطح دریا واقع شده‌است.